# Give 'em Enough Rope
Give 'Em Enough Rope is het tweede studioalbum van de Britse punkband The Clash. Het werd op 10 november 1978 door Columbia en Epic Records uitgegeven. Give 'Em Enough Rope bereikte de 128ste plaats in de Amerikaanse hitlijst, de 36ste plaats in de Zweedse hitlijst en de vijftiende plaats in de Nieuw-Zeelandse hitlijst.

## Tracklist
| Nr. | Titel                                   | Schrijver(s)    | Duur |
| --- | --------------------------------------- | --------------- | ---- |
| 1.  | Safe European Home                      | Strummer, Jones | 3:49 |
| 2.  | English Civil War                       | Strummer, Jones | 2:34 |
| 3.  | Tommy Gun                               | Strummer, Jones | 3:14 |
| 4.  | Julie's Been Working for the Drug Squad | Strummer, Jones | 3:00 |
| 5.  | Last Gang in Town                       | Strummer, Jones | 5:10 |

| Nr. | Titel                                         | Schrijver(s)                     | Duur |
| --- | --------------------------------------------- | -------------------------------- | ---- |
| 6.  | Guns on the Roof                              | Strummer, Jones, Simonon, Headon | 3:15 |
| 7.  | Drug-Stabbing Time                            | Strummer, Jones                  | 3:42 |
| 8.  | Stay Free                                     | Strummer, Jones                  | 3:37 |
| 9.  | Cheapskates                                   | Strummer, Jones                  | 3:23 |
| 10. | All the Young Punks (New Boots and Contracts) | Strummer, Jones                  | 4:55 |

## Musici
- Paul Simonon - basgitaar
- Topper Headon - drums
- Mick Jones - gitaar, zang
- Joe Strummer - gitaar, zang